# Wahlwiller

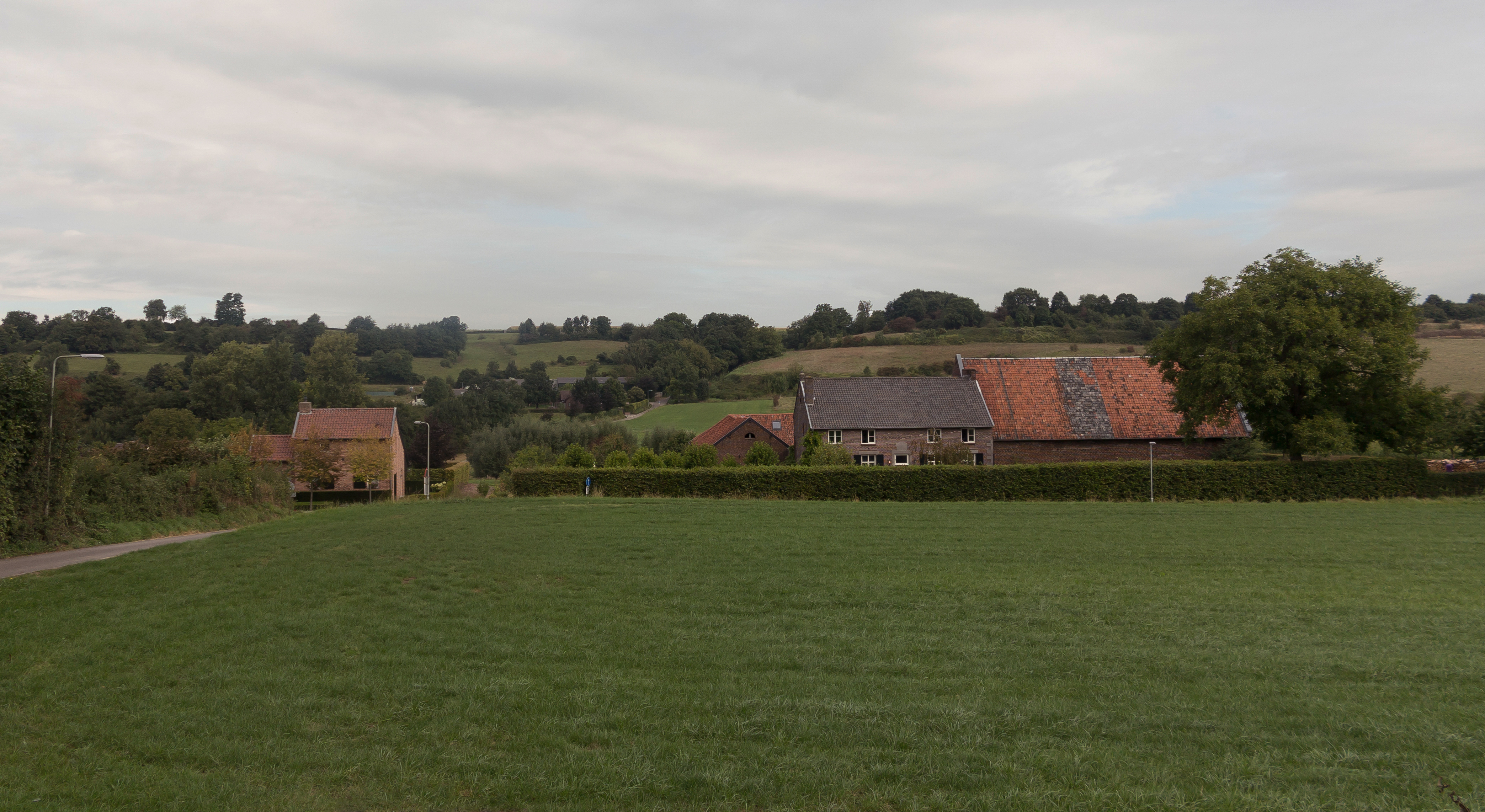
Wahlwiller, Villa Lanterne à panorama

Wahlwiller (en limbourgeois Wilder) est un village néerlandais situé dans la commune de Gulpen-Wittem, dans la province du Limbourg néerlandais. Le 1er janvier 2007, le village avait 360 habitants.